# Drapetis intermedia
Drapetis intermedia är en tvåvingeart som beskrevs av Smith 1962. Drapetis intermedia ingår i släktet Drapetis och familjen puckeldansflugor. Inga underarter finns listade i Catalogue of Life.